# Meridiano 172 E
O meridiano 172 E é um meridiano que, partindo do Polo Norte, atravessa o Oceano Ártico, Ásia, Oceano Pacífico, Nova Zelândia, Oceano Antártico, Antártida e chega ao Polo Sul. Forma um círculo máximo com o Meridiano 8 W.
Começando no Polo Norte, o meridiano 172º Este tem os seguintes cruzamentos:
| País, território ou mar | Notas |
| ----------------------- | --- |
| Oceano Ártico           | |
| Mar Siberiano Oriental  | |
| Rússia                  | Okrug Autónomo de Chukotka Krai de Kamchatka                                                                               |
| Oceano Pacífico         | Passa a leste do Atol Arno, Ilhas Marshall                                                                                 |
| Ilhas Marshall          | Atol Mili |
| Oceano Pacífico         | Passa a oeste da Ilha Hunter, Nova Caledônia (reivindicada por Vanuatu) · Passa a oeste das Ilhas Três Reis, Nova Zelândia |
| Nova Zelândia           | Ilha Sul |
| Oceano Pacífico         | |
| Oceano Antártico        | |
| Antártida               | Dependência de Ross, reivindicada pela Nova Zelândia                                                                       |